# Neri Marcorè
Neri Marcorè (Porto Sant'Elpidio, 31 luglio 1966) è un attore, imitatore, doppiatore, conduttore televisivo, conduttore radiofonico e regista italiano.

## Biografia
Si è fatto conoscere dal pubblico fin da giovanissimo, a 12 anni, partecipando a spettacoli itineranti e televisivi condotti e organizzati dal conduttore radiofonico e showman Giancarlo Guardabassi, proprietario della radio privata "Radio Aut Marche", dove Marcorè è stato spesso ospite. Nel 1988 concorre a una puntata de La Corrida di Corrado, vincendola. Nell'estate del 1990, un mese dopo aver conseguito il diploma di interprete parlamentare in inglese e tedesco presso la Scuola superiore di lingue moderne per interpreti e traduttori "Carlo Bo" di Bologna, ha partecipato come imitatore concorrente al programma televisivo Stasera mi butto superando due puntate a eliminazione e arrivando in finale, unico dilettante insieme a otto professionisti.
I 9 finalisti vengono scritturati per il programma Ricomincio da due, condotto da Raffaella Carrà ogni domenica in diretta su Rai 2, dando vita alla striscia satirica TG X, sotto la guida autorale di Michele Mirabella. A maggio del 1991, TG X diventa una striscia quotidiana in onda alle 18, per 40 puntate in diretta. Anche l'anno successivo viene confermata la sua partecipazione alle 24 puntate domenicali su Rai 2, stavolta però la conduzione passa a Giancarlo Magalli ed Heather Parisi. Il programma si chiama Ciao weekend.
In quegli anni comincia a frequentare le sale di doppiaggio come uditore, per imparare il mestiere, grazie alla disponibilità di Michele Gammino che gli consente di assistere ai turni di lavorazione. Nel 1993 inizia a lavorare come doppiatore e debutta per la prima volta in teatro, nel ruolo di Pantalone, con La finta ammalata in musica di Carlo Goldoni, cui seguiranno nelle stagioni successive Casablanca (nel ruolo di Victor Laszlo), Snoopy, il musical (nel ruolo di Snoopy) e Belushi (nel ruolo di Dan Aykroid). Nel 1994 debutta al cinema nel film Ladri di cinema di Piero Natoli e nel 1995 torna in televisione, seppur come voce fuori campo del Genio del quiz in Producer - Il grande gioco del cinema, condotto da Serena Dandini e Claudio Masenza, su Rai 3.
Nel 1997, sempre a fianco della Dandini, con Corrado Guzzanti e Sabina Guzzanti partecipa al Pippo Chennedy Show, seguito, nel 2001, da L'ottavo nano. Ha recitato anche nei film Cosa c'entra con l'amore (1997), Viol@ (1998), Due volte nella vita (1998), Ravanello pallido (2001) e nelle serie TV Cronaca nera (1998) e La sfida (2001). Nel 1999 è a Ciro (Italia 1). Collabora anche con la Gialappa's Band in Mai dire Domenica tra il 2002 e il 2004. È nuovamente sul grande schermo in Bimba - È clonata una stella (2001), Quasi quasi e Un Aldo qualunque (2002). Dal 2001 al 2011, in collaborazione con Piero Dorfles, ha condotto Per un pugno di libri, telequiz in onda su Rai 3 per studenti, basato sui libri e relativi autori. Ha lavorato anche per il teatro, tra cui nel 2003 in California Suite di Neil Simon, per la regia di Nora Venturini e in coppia con Lunetta Savino, e nel 2004 in L'apparenza inganna, sempre con la regia di Nora Venturini.
Nel 2003, per la sua interpretazione nel film di Pupi Avati Il cuore altrove, in cui recita al fianco di Vanessa Incontrada e Nino D'Angelo, ottiene come migliore attore protagonista una nomination ai David di Donatello e vince il Nastro d'argento. In seguito è protagonista di Se devo essere sincera (2004) insieme con Luciana Littizzetto e Dino Abbrescia; nel 2006 viene diretto nuovamente da Pupi Avati e ottiene una seconda nomination ai David di Donatello, questa volta come migliore attore non protagonista, per La seconda notte di nozze. Seguiranno L'estate del mio primo bacio, Baciami piccina (2006) e le serie TV E poi c'è Filippo e Papa Luciani - Il sorriso di Dio (2006). Nella stagione 2006-2007, conduce insieme a Riccardo Pandolfi il programma satirico Siamo se stessi, in onda su Radio 2 Rai.
Nel 2007 recita con Violante Placido nel film Lezioni di cioccolato. Nello stesso anno accetta la proposta di Walter Veltroni di sostenere pubblicamente il Partito Democratico attraverso le primarie per la nascente Assemblea Costituente, senza che questo implichi però impegni diversi o coinvolgimenti in ruoli istituzionali. Con la Dandini torna a lavorare nel programma Parla con me (Rai 3), dove negli anni imita tra gli altri Luciano Ligabue, Antonio Di Pietro, Zapatero, Jovanotti, Piero Fassino, Maurizio Gasparri, Alberto Angela, Daniele Capezzone e Niccolò Ghedini. L'amministrazione comunale del suo paese di nascita, Porto Sant'Elpidio, lo invita a dirigere artisticamente il Teatro delle Api, appena costruito.

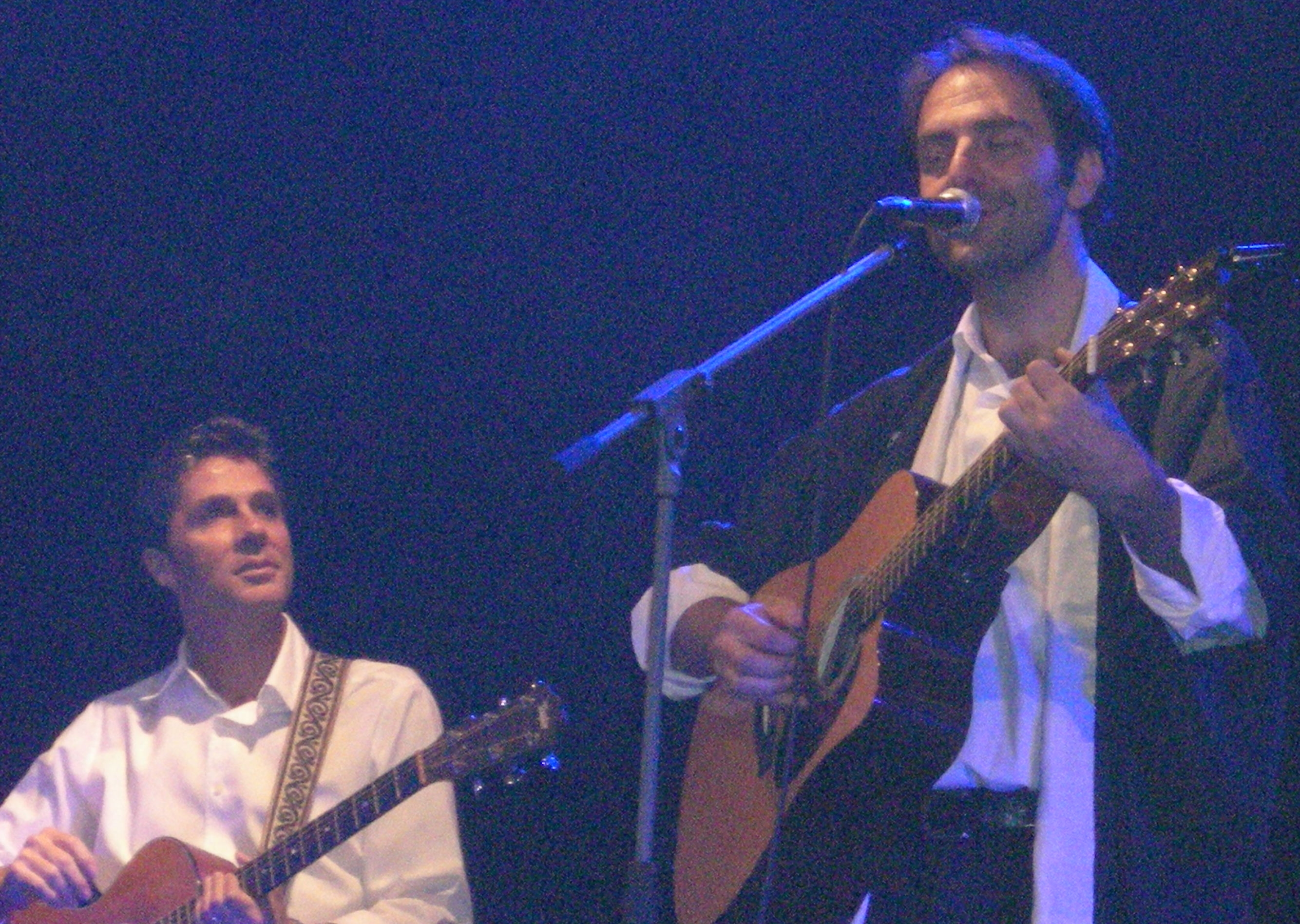
Luca Barbarossa e Neri Marcoré nello spettacolo Attenti a quei due al Teatro Colosseo di Torino il 1º dicembre 2009

Per quanto riguarda i lavori a teatro, il 22 gennaio 2008 debutta all'Ambra Jovinelli di Roma con il suo nuovo spettacolo, Un certo signor G., omaggio a Giorgio Gaber di cui interpreta le canzoni e i monologhi. Il 16 aprile 2009 presenta nella Sala della lupa a Montecitorio il documentario La rinascita del parlamento. Dalla Liberazione alla Costituzione, prodotto dalla Fondazione della Camera dei deputati, in cui racconta la nascita della Costituzione italiana, con la regia di Antonio Farisi e la sceneggiatura di Alessandro Rossi. La proiezione è stata introdotta dal presidente della Camera dei deputati Gianfranco Fini e dal presidente della Fondazione Fausto Bertinotti. Il DVD del documentario, con allegata copia della Costituzione, viene distribuito gratuitamente nelle scuole.
Nelle stagioni 2008-2009 e 2009-2010 è protagonista di uno spettacolo di teatro canzone di grande successo, intitolato Attenti a quei due (il titolo è ispirato a quello dell'omonima serie televisiva), con il cantautore Luca Barbarossa. Nel 2008 (e poi nel 2010) è nel cast di Tutti pazzi per amore, con Carlotta Natoli ed Emilio Solfrizzi. Nel 2009 recita in L'amore è un giogo, cortometraggio di Andrea Rovetta, e ne Gli amici del bar Margherita di Pupi Avati. Presta la sua voce a Dug nel film d'animazione Up. Nello stesso anno canta nell'album di Bungaro Arte, nella canzone Piacere di vederti (di cui è anche autore), e nell'album di Claudio Baglioni Q.P.G.A., nella canzone Al mercato.
Nel 2010 recita nel film La scomparsa di Patò, tratto dall'omonimo romanzo di Andrea Camilleri. Interpreta il protagonista Antonio Patò, integerrimo ragioniere della banca di Vigàta che scompare misteriosamente durante le celebrazioni del Venerdì Santo. Le riprese si svolgono nella provincia di Agrigento tra Canicattì, Naro, Agrigento, la Valle dei Templi e la Scala dei Turchi di Realmonte. La regia del film è di Rocco Mortelliti con la collaborazione di Maurizio Nichetti. Nello stesso anno interpreta un ruolo minore nel blockbuster hollywoodiano The Tourist, il concierge Alessio.
Nel 2011 esce in Francia il film ambientato a Strasburgo Tous les soleils di Philippe Claudel, del quale è protagonista insieme a Stefano Accorsi. Interpreta il ruolo di Luigi, un personaggio bizzarro fuggito oltralpe nel 1994 per via dell'ascesa al potere di Berlusconi. Da allora chiede di essere riconosciuto rifugiato politico, si rifiuta di parlare italiano e di uscire di casa, per protesta ideologica. In Italia il film esce un anno dopo, ma solo in DVD. Sempre nel 2011 recita nella serie di Rai 1 Fuoriclasse, al fianco di Luciana Littizzetto e viene scelto, insieme a Bianca Balti, come testimonial della nuova campagna TIM, durante la quale vestirà i panni di Leonardo da Vinci, Cristoforo Colombo, Giulio Cesare, Giuseppe Garibaldi, Marco Polo, Dante Alighieri e Giacomo Casanova. Partecipa all'album Sale di Sicilia di Edoardo De Angelis, duettando con il cantautore nella canzone Abele (nella parte di Caino) e conduce il Concerto del Primo Maggio organizzato dai sindacati CGIL, CISL e UIL. Nello stesso anno affianca Flavio Insinna e Ambra Angiolini nella miniserie Eroi per caso in cui interpreta don Silvano Martelli, un sacerdote incaricato di scortare ad una trincea il soldato Piero Vanin, interpretato da Michele Alhaique.
Nel 2012 interpreta Italo Calvino nel lungometraggio Lo specchio di Calvino, diretto da Damian Pettigrew in una coproduzione Italia-Francia-Canada trasmessa da Arte France e Sky Italia. È nuovamente al cinema nel film francese diretto da Laurent Tirard, Asterix & Obelix al servizio di Sua Maestà, mentre l'8 ottobre dello stesso anno entra a far parte del cast di Che tempo che fa del Lunedì, nuovo appuntamento della trasmissione Che tempo che fa della stagione 2012-2013, proponendo alcuni dei personaggi della sua irriverente galleria. In questa stagione va in onda anche la prima serie della fiction Questo nostro amore, 6 puntate per Rai 1 ambientate nell'anno 1967 nelle quali interpreta il personaggio di Vittorio, al fianco di Anna Valle. Il 10 febbraio 2013 viene invitato da Giovanni Floris per aprire la puntata settimanale di Ballarò al posto di Maurizio Crozza. Il 13 febbraio partecipa come ospite alla seconda serata del Festival di Sanremo, condotto da Fabio Fazio e Luciana Littizzetto. Due giorni dopo sostituisce il malato Carlo Verdone come membro della "Giuria di qualità". Dal 18 marzo 2013 conduce NeriPoppins su Rai 3, trasmissione di cui cura anche il soggetto e che consiste nella proposizione di cortometraggi e sketch surreali. Al cinema recita in Mi rifaccio vivo di Sergio Rubini.
Nel febbraio 2014 inizia la prima tournée dello spettacolo Beatles Submarine, insieme alla Banda Osiris, con la regia di Giorgio Gallione, cui segue una seconda tournée nell'autunno dello stesso anno. Sempre nel 2014, su Rai 1, vanno in onda i film Una Ferrari per due e Una villa per due, entrambi con la regia di Fabrizio Costa, e la seconda serie di Questo nostro amore, stavolta ambientata nell'anno 1970 (QNA 70). I primi mesi del 2015 corrispondono all'uscita di tre film nelle sale cinematografiche: Sei mai stata sulla Luna? di Paolo Genovese, nel quale interpreta Pino, un soggetto affetto da sindrome autistica; Leoni di Pietro Parolin, con Piera Degli Esposti; Latin lover di Cristina Comencini, con Virna Lisi, Marisa Paredes e Angela Finocchiaro. Nel 2016 è stato presentatore della seconda edizione di TEDx Vicenza.
Nel 2017 è ideatore e testimonial di RisorgiMarche, festival con tredici concerti svolti tra il 25 giugno e il 3 agosto 2017 sulle montagne e colline delle provincie di Fermo, Ascoli Piceno e Macerata per promuovere la rinascita delle comunità e del turismo nelle terre colpite dal sisma del 2016/2017. Al festival si sono esibiti i seguenti artisti: Niccolò Fabi, Gnu Quartet, Malika Ayane, Ron, Daiana Lou, Enrico Ruggeri, Paola Turci, Bungaro, Samuele Bersani, Daniele Silvestri, Fiorella Mannoia, Luca Barbarossa, Brunori Sas, Max Gazzè e Francesco De Gregori. L'iniziativa viene replicata nelle estati successive con altri numerosi artisti. Il 21 gennaio del 2017 è ospite di Gigi Proietti a Cavalli di battaglia su Rai 1. Sempre su Rai 1 conduce insieme a Serena Rossi il programma televisivo nonché spettacolo musicale direttamente dall'Auditorium Rai del Foro Italico di Roma Celebration.
È spesso ospite del programma radiofonico Radio 2 Social Club dell'amico Luca Barbarossa e, dal 10 marzo 2020 fino al termine dell'edizione 2019-2020, per sopperire all'assenza di ospiti in studio a causa delle misure restrittive anti-Covid-19, ne diventa co-conduttore.
Nel 2021 affianca Matilda De Angelis nel film Atlas.
Nel 2022 vince la Targa Quelli che cantano Fabrizio al premio Fabrizio De André. Nello stesso anno è protagonista della serie di RaiPlay Il Santone - #lepiùbellefrasidiOscio, ispirata al fortunato spazio satirico de Il Tempo. Il 2022 si conclude in musica con la partecipazione al singolo La minoranza di Lorenzo Santangelo, insieme al violinista dei Modena City Ramblers Francesco "Fry" Moneti.
Nel 2023 è protagonista del film di Walter Veltroni Quando e torna a teatro con lo spettacolo musicale La Buona Novella, basato sull'omonimo disco di Fabrizio De André, che racconta il dramma della Passione di Cristo. Inoltre, presta la sua voce ai brani Noi in musica e Musica in noi scritti da Francesco Guccini per l'album Cartoline da qui dei Nomadi e, dopo più di vent'anni, torna a lavorare con Corrado Guzzanti nel podcast Audible Wastelanders: Star-Lord, in cui dà voce al protagonista Peter Quill/Star-Lord. Ha vinto il premio Bindi alla carriera. Nello stesso anno, dopo più di 15 anni, tra le polemiche Marcorè viene rimosso dalla direzione artistica del Teatro delle Api, incarico che aveva sempre ricoperto a titolo gratuito.
Ad inizio 2024 accompagna Paolo Benvegnù nella registrazione del brano 27/12, traccia dell'album È inutile parlare d'amore. Nell'aprile dello stesso anno debutta nel triplo ruolo di regista, sceneggiatore e attore con il film Zamora, presentato in anteprima mondiale fuori competizione al Festival du film italien de Villerupt e poi al Bif&st di Bari. Nello stesso anno interpreta Sherlock Holmes in Sherlock Holmes - Il Musical, diretto da Andrea Cecchi.

## Vita privata
Dalla moglie Selene (sposata nel 1995) ha avuto tre figli, Arianna nel 1999 e i gemelli Elia e Nicola nel 2002. È tifoso dell'Ascoli Calcio e della Juventus.

## Imitazioni
- Maurizio Gasparri

Marcorè ha iniziato a rappresentare Gasparri alla trasmissione L'ottavo nano, in cui cercava spazio per la sua campagna elettorale, partecipando a trasmissioni di ogni genere. Successivamente lo ha imitato nelle vesti di Ministro delle comunicazioni: uomo dal forte accento romanesco e completamente imbecille che non sa neppure che cosa sia scritto sulla Legge Gasparri perché non l'ha scritta lui, anzi non l'ha neanche letta (frase che riprende una dichiarazione di Francesco Storace). L'imitazione è stata ripresa con grande successo a Parla con me in cui Gasparri, diventato capogruppo al Senato per il PDL, rilascia dichiarazioni improbabili e per difendere ad ogni costo le vari leggi del governo Berlusconi, ma quasi sempre finisce per incartarsi su qualche parola o va in contraddizione con se stesso. Con la caduta del governo e la progressiva scomparsa di Gasparri dalle trasmissioni tv, il personaggio diventa malinconico, costretto a stare chiuso in casa a guardare vecchie trasmissioni di Porta a Porta e a rimpiangere un glorioso passato.
- Alberto Angela

In questa celebre imitazione, nata a L'ottavo nano e ripresa a Parla con me, Angela viene raffigurato come un divulgatore dilettante convinto di essere in posti impervi (come il deserto del Sahara o il Polo Nord) quando in realtà si trova in tutt'altri luoghi (come un luna park, un supermercato, gli studi televisivi della RAI). Viene fortemente accentuata la caratteristica di Angela a gesticolare, anche in maniera estrema. Viene inoltre raffigurato come un personaggio violento, in chiave comica opposta alla pacatezza dell'originale, se qualcuno ostacola o mette in difficoltà la realizzazione dei documentari che sta filmando.
- Pier Ferdinando Casini

Viene interpretato in varie occasioni, per la prima volta a Pippo Chennedy, ma soprattutto a L'ottavo nano, dov'è rappresentato come un politico che cerca di creare spot elettorali, capace anche di parlare per ore del nulla ma viene sempre interrotto da Berlusconi (al quale fa da autista) per un motivo o per un altro (come cambiare una ruota alla macchina), dove è spesso alle prese con un Umberto Bossi imitato da Corrado Guzzanti. Nelle interpretazioni a Parla con me e The Show Must Go Off Casini diventa invece un politico scaltro, un seduttore sciupafemmine che tenta in tutti i modi di corteggiare Serena Dandini, convincendola che lui è il più forte dei politici, l'unico che non affonda mai in quanto capace come democristiano di risorgere continuamente.
- Antonio Di Pietro

Interpretato a Parla con me, viene raffigurato come un politico che non sa bene quello che fa e che quando deve rispondere usa sempre una serie di proverbi, spesso con accento molisano.
- Conte Swaronsky

Nell'Ottavo nano Marcorè è protagonista di una pregevole imitazione degli sceneggiati RAI in bianco e nero degli anni sessanta/settanta, nella quale interpreta appunto il Conte russo Swaronsky, uscito per errore dalla pellicola e quindi capace di ripetere solo le battute della scena interrotta, nella quale tenta di ritornare per terminare il film.
- Luciano Ligabue

Il cantante viene spesso imitato e le sue canzoni modificate per divenire canzoni satiriche sull'attualità (la più celebre "Una vita da prodiano"). Viene dipinto come un amante dei panini "pesanti" che si mangiano negli autogrill sull'autostrada e che presentano tutta una serie di nomi esilaranti come il "Don Strutto" il "Mastrolardo" e il "Big Bang Besciamella". Nel corso della collaborazione con la Gialappa's Band ha imitato molti altri cantautori, talvolta raffigurandoli per contrasto (come con un Franco Battiato tutt'altro che ascetico) o esasperandone i loro tratti in chiave grottesca (come per Max Gazzè verboso fino alla noia, o per Amedeo Minghi fortemente scontroso e egocentrico).
- Bruno Pizzul

Pizzul viene rappresentato da Marcorè come Hannibal Lecter in camicia di forza e il suo piatto preferito è: i calciatori.
- José Luis Rodríguez Zapatero

Nella trasmissione Parla con me di Serena Dandini, è raffigurato come sosia di Mister Bean.
- Gianni Riotta

Viene raffigurato come un giornalista lento e noioso, che parla per ore senza dire niente di significativo, che fa continui richiami agli Stati Uniti e usa spesso l'inglese anche in maniera impropria (ad esempio chiama il Tg1 "Tg One").
- Piero Fassino

Fassino viene raffigurato come un magrissimo politico, che indossa vestiti di una taglia più grande, pieno di tic nervosi, che utilizza come intercalare "Santa polenta".
- Gad Lerner

Lerner viene raffigurato come un uomo snob, egocentrico, capriccioso e dal marcato rotacismo. Negli anni in cui conduceva Otto e mezzo con Giuliano Ferrara viveva nel taschino di quest'ultimo del quale tentava di evitare l'ira, evitando parole a lui fastidiose (ad esempio Roberto Benigni) con improbabili giochi di parole. Successivamente viene raffigurato a LA7, geloso degli altri conduttori che man mano si trasferiscono dalla RAI. È pieno di tic nervosi e smorfie inquietanti che lo rendono simile ad un topo (caratteristica accentuata dal fatto che mangia spesso semi di girasole). Interrompe spesso l'ospite che intervista per parlare di sé, oppure lo insulta.
- Paola Binetti

Raffigurata come una puritana, che tende a confessare i membri del PD, per poi assolverli con punizioni corporali, posseduta da tutte le anime della sinistra, con una tendenza alla raucedine.
- Renato Schifani

Rappresentato quando era ancora portavoce di Forza Italia, parla con un'aria da maestrino saccente che vuole impartire lezioni di politica a favore di Berlusconi e contro la Sinistra, esaltando lo status di forza di maggioranza del suo partito.
- Sandro Piccinini

Imitato con il suo specimen del braccio alzato all'altezza del mento, è riproposto nel ripetere di continuo i nomi dei suoi colleghi che realizzano i servizi presentati con eccessiva ridondanza; inoltre si muove come un impettito anchorman che allunga in modo sconsiderato il proprio spazio, rimarcando anche alcune sue frasi consuete delle sue telecronache sportive.
- Raffaele Morelli

In antitesi con i consigli che il dottore dispensa nelle sue apparizioni televisive, riconduce tutte le sue riflessioni alle pratiche sessuali, arrivando sempre a fornire la stessa soluzione a tutti i problemi, cioè "una bella strappona".
Altri personaggi da lui interpretati o imitati sono: Luca Barbarossa, Franco Battiato, Edoardo Bennato, Luciano Moggi, Gianluca Vialli, Daniele Capezzone, Ivano Fossati, Flavio Insinna, Jovanotti, Alessandro Del Piero, Gianluigi Buffon, Niccolò Ghedini, Mario Monti, Amedeo Minghi, Papa Giovanni Paolo I (solo nella fiction Papa Luciani - Il sorriso di Dio), Giuseppe Conte, Giulio Andreotti, Massimo Cacciari, Boris Johnson, Mario Draghi.

## Filmografia

### Attore

#### Lungometraggi
- Ladri di cinema, regia di Piero Natoli (1994)
- Cosa c'entra con l'amore, regia di Marco Speroni (1997)
- Viol@, regia di Donatella Maiorca (1998)
- Due volte nella vita, regia di Emanuela Giordano (1998)
- Ravanello pallido, regia di Gianni Costantino (2001)
- Quasi quasi, regia di Gianluca Fumagalli (2002)
- Un Aldo qualunque, regia di Dario Migliardi (2002)
- Bimba - È clonata una stella, regia di Sabina Guzzanti (2002)
- Il cuore altrove, regia di Pupi Avati (2003)
- Se devo essere sincera, regia di Davide Ferrario (2004)
- La seconda notte di nozze, regia di Pupi Avati (2005)
- L'estate del mio primo bacio, regia di Carlo Virzì (2006)
- Baciami piccina, regia di Roberto Cimpanelli (2006)
- Lezioni di cioccolato, regia di Claudio Cupellini (2007)
- I mostri oggi, regia di Enrico Oldoini (2009)
- Gli amici del bar Margherita, regia di Pupi Avati (2009)
- La scomparsa di Patò, regia di Rocco Mortelliti (2010)
- The Tourist, regia di Florian Henckel von Donnersmarck (2010)
- ...Non ci posso credere (Tous les soleils), regia di Philippe Claudel (2011)
- Una donna per la vita, regia di Maurizio Casagrande (2012)
- Asterix & Obelix al servizio di Sua Maestà (Astérix et Obélix: Au service de Sa Majesté), regia di Laurent Tirard (2012)
- Due uomini, quattro donne e una mucca depressa (Como estrellas fugaces), regia di Anna Di Francisca (2017)
- Lo specchio di Calvino (Dans la peau d'Italo Calvino), regia di Damian Pettigrew (2012)
- Mi rifaccio vivo, regia di Sergio Rubini (2013)
- Smetto quando voglio, regia di Sydney Sibilia (2014)
- Blackout - Una luce nell'oscurità, regia di Manuel Zarpellon e Giorgia Lorenzato (2014)
- Sei mai stata sulla Luna?, regia di Paolo Genovese (2015)
- Leoni, regia di Pietro Parolin (2015)
- Latin lover, regia di Cristina Comencini (2015)
- Smetto quando voglio - Ad honorem, regia di Sydney Sibilia (2017)
- Uno di famiglia, regia di Alessio Maria Federici (2018)
- L'uomo che visse tre volte, regia di Irish Braschi (2019)
- Si muore solo da vivi, regia di Alberto Rizzi (2020)
- Cambio tutto!, regia di Guido Chiesa (2020)
- Atlas, regia di Niccolò Castelli (2021)
- Boys, regia di Davide Ferrario (2021)
- La seconda via, regia di Alessandro Garilli (2023)
- Quando, regia di Walter Veltroni (2023)
- Le mie ragazze di carta, regia di Luca Lucini (2023)
- I peggiori giorni, regia di Massimiliano Bruno ed Edoardo Leo (2023)
- Zamora, regia di Neri Marcorè (2023)
- Mario Donatone - Io, bluesman latino, regia di Gigliola Funaro (2024)

#### Televisione
- Cronaca nera – serie TV (1998)
- Un medico in famiglia – serie TV, episodio 2x24 (2000)
- Il gruppo, regia di Anna Di Francisca – film TV (2001)
- E poi c'è Filippo, regia di Maurizio Ponzi – miniserie TV (2006)
- Papa Luciani - Il sorriso di Dio, regia di Giorgio Capitani – miniserie TV (2006)
- Tutti pazzi per amore – serie TV (2008-2010)
- Eroi per caso, regia di Alberto Sironi – miniserie TV (2011)
- Fuoriclasse – serie TV (2011-2015)
- La famiglia Gionni – serie TV (2011-2012)
- Questo nostro amore – serie TV (2012-2018)
- Amore oggi, regia di Giancarlo Fontana e Giuseppe Stasi – film TV (2014)
- Una Ferrari per due, regia di Fabrizio Costa – film TV (2014) - ciclo Purché finisca bene
- Le nozze di Laura, regia di Pupi Avati – film TV (2015)
- Donne – serie TV, episodio 1x08 (2016)
- Mia moglie, mia figlia, due bebè, regia di Eugenio Cappuccio – film TV (2016) - ciclo Purché finisca bene
- Baciato dal sole, regia di Antonello Grimaldi – miniserie TV (2016)
- I Medici - Nel nome della famiglia (Medici: The Magnificent) – serie TV, episodi 3x05-3x06-3x07 (2019)
- Digitare il codice segreto, regia di Fabrizio Costa – film TV (2021) - ciclo Purché finisca bene
- Il Santone - #lepiùbellefrasidiOscio – serie TV (2022)
- Per un nuovo domani, regia di Luca Brignone – film TV (2024)
- Mameli - Il ragazzo che sognò l'Italia, regia di Luca Lucini e Ago Panini – miniserie TV (2024)

#### Cortometraggi
- La scrittura, regia di Davide Ferrario (2006)
- L'amore è un giogo, regia di Andrea Rovetta (2009)
- Un'esperienza da Oscar, regia di Giuseppe Stasi e Giancarlo Fontana (2016)
- Silvio Piola, il cacciatore di gol, regia di Vanni Vallino (2019)
- L'ultimo stop, regia di Massimo Ivan Falsetta (2021)

#### Documentari
- Viva Zapatero!, regia di Sabina Guzzanti (2005)
- C'era due volte Gianni Rodari, regia di Raffaele Compagnoni e Lorenzo Clerici (2020)
- Fellini - Io sono un Clown, regia di Marco Spagnoli (2021)

### Regista
- Zamora (2023)

## Programmi TV
- La Corrida (Canale 5, 1988) – concorrente vincitore
- Stasera mi butto (Rai 2, 1990) – concorrente finalista
- Ricomincio da due (Rai 2, 1990-1991)
- TG X (Rai 2, 1991)
- Ciao Weekend (Rai 2, 1991-1992)
- Producer - Il grande gioco del cinema (Rai 3, 1995)
- Pippo Chennedy Show (Rai 2, 1997)
- La posta del cuore (Rai 2, 1998)
- Convenscion (Rai 2, 1999-2001)
- Ciro, il figlio di Target (Italia 1, 1999, 2004)
- Premio italiano della musica (Italia 1, 2000)
- L'ottavo nano (Rai 2, 2001)
- Per un pugno di libri (Rai 3, 2001-2011)
- Mmmhh! (Rai 2, 2002)
- Mai dire Domenica (Italia 1, 2002-2004)
- Raiot - Armi di distrazione di massa (Rai 3, 2003)
- Parla con me (Rai 3, 2004-2011)
- Concerto del Primo Maggio (Rai 3, 2011)
- Che tempo che fa (Rai 3, 2012)
- NeriPoppins (Rai 3, 2013)
- Premio Campiello (Rai 5, 2013, 2016; La7, 2014; Consorzio Reti Nordest, 2015)
- Sardegna chi-ama - Musica e cultura per ri-costruire il futuro (Rai 3, 2014)
- Celebration (Rai 1, 2017)
- Stati generali (Rai 3, 2019-2020)
- Dimartedì (LA7, 2020-2021)
- Art Night (Rai 5, 2021-2025)
- Premio Louis Braille (Rai 1, 2023)

## Teatro
- La finta ammalata in musica, regia di Riccardo Cavallo (1993)
- Casablanca, regia di Riccardo Cavallo (1993)
- Snoopy, the musical, regia di Riccardo Cavallo (1993)
- Belushi, regia di Mario Moretti (1994-1995)
- Roma città prigioniera, regia di Emanuela Giordano (1996)
- Una volta nella vita, regia di Emanuela Giordano (1996)
- Madri e figli, regia di Emanuela Giordano (1998)
- Mescal, regia di Marcello Cotugno (2000)
- California Suite, regia di Nora Venturini (2002-2003)
- L'apparenza inganna, regia di Nora Venturini (2003-2005)
- La lunga notte del dottor Galvan, regia di Giorgio Gallione (2005-2008)
- Un certo signor G., regia di Giorgio Gallione (2007-2010)
- Attenti a quei 2 (2008-2010)
- Terra padre, regia di Giorgio Gallione (2010-2011)
- Eretici e corsari, regia di Giorgio Gallione (2010-2012)
- Beatles Submarine, regia di Giorgio Gallione (2012-2014)
- Le mie canzoni altrui (2012-2024)
- Come una specie di sorriso (2015-2021)
- Quello che non ho, regia di Giorgio Gallione (2015-2018)
- Ai confini del mondo (2016)
- Incontro in musica tra Faber e Gaber (2018-2019)
- Tango del calcio di rigore, regia di Giorgio Gallione (2018-2020)
- Di mare e di vento - Viaggio nella musica di Gianmaria Testa (2020-2022, 2024)
- Le divine donne di Dante (2021)
- La Buona Novella, regia di Giorgio Gallione (2023-2025)
- Bianco Rosso Verde, variazioni sul Risorgimento ligure, regia di Tullio Solenghi (2023)
- Duo di tutto. Canzoni belle e buone (2023-2024)
- VajontS 23 (2023)
- Doppia coppia (2024)
- Sherlock Holmes - Il Musical, regia di Andrea Cecchi (2024-2025)
- Gaber. Mi fa male il mondo, regia di Giorgio Gallione (2025)

## Doppiaggio

### Film
- Voce fuori campo in Silvio Forever, La vita negli oceani, Figli del destino, C'era una volta la terra, Gli ultimi saranno i mimi, Il giovane corsaro - Pasolini da Bologna, L'infinito, Ennio Flaiano, straniero in patria, Benelli su Benelli, Mura Am(o)ur - Le cartoline sentimentali di un grande giornalista, Giovanni Da Verrazzano: Dal Rinascimento a New York City, L'oro del Reno
- Roddy Maude-Roxby in Viaggio in Inghilterra
- Ron Perlman ne La città perduta
- Brian McGovern in Prefontaine
- John Turturro in Animals
- Simon Kunz in Genitori in trappola
- Tetta Sugimoto in Tokyo Eyes
- Christopher Eccleston in eXistenZ
- Oliver Platt in Appuntamento a tre
- Alan Cumming in I Flintstones in Viva Rock Vegas
- Stephen Fry in La fidanzata ideale
- Timothy Spall in Pene d'amor perdute
- Richard Schiff in Piovuta dal cielo
- Michael Clarke Duncan in Spot - Supercane anticrimine
- Mr. Tinkles in Come cani e gatti
- Édouard Baer in Asterix e Obelix - Missione Cleopatra
- Sergio Pangaro in L'artista
- Adrien Brody in Midnight in Paris
- François Damiens in Dio esiste e vive a Bruxelles
- Damien Bonnard in Pallottole in libertà
- Renato in Mollami
- Santi Perego in Lettera a Franco
- Rich Fulcher in Wonka

### Film d’animazione
- Shenron nel primo doppiaggio di Dragon Ball - La leggenda delle sette sfere, Dragon Ball Z - La vendetta divina, Dragon Ball Z - Il più forte del mondo, Dragon Ball Z - La sfida dei guerrieri invincibili, Dragon Ball Z - Il diabolico guerriero degli inferi, Dragon Ball Z - L'eroe del pianeta Conuts, Dragon Ball - Il cammino dell'eroe e in Dragon Ball Super - Super Hero
- Marvin il Marziano in Space Jam, Titti turista tuttofare, Super Bunny in orbita! (ed. 1999) e Looney Tunes: Back in Action
- Pastello giallo, Attore e Papà dei bambini ricchi ne La Freccia Azzurra
- Sig. Mackey e Gran Gay Al in South Park - Il film: più grosso, più lungo & tutto intero
- Butt-head in Beavis & Butt-Head alla conquista dell'America
- Hotep ne Il principe d'Egitto
- Uomo Grigio Agente 4587 in Momo alla conquista del tempo
- Tank in Estremamente Pippo
- Scar ne Il re leone II - Il regno di Simba
- Astaroth in Saint Seiya - Seiya il sacro guerriero - I combattenti dell'ultima guerra sacra (ridoppiaggio)
- Mooch in Lilli e il vagabondo II - Il cucciolo ribelle
- Il Gen. Lanza ne Il Generale e i Fratellini d'Italia
- Petrucchio in Kate - La bisbetica domata
- Fugax in Ant Bully - Una vita da formica
- Dug in Up, L'appuntamento di Carl
- Eduardo Perez/El Macho in Cattivissimo me 2
- L'Uomo di Latta ne Il magico mondo di Oz
- Baloo ne Il libro della giungla (2016)
- Danny Stallone in Thelma l'unicorno
- Scarabeo/Hanzo in Kubo e la spada magica
- Mogens in Klaus - I segreti del Natale
- Joe Gardner in Soul
- Master in Dr. Slump e Arale - Avventure nello spazio
- Libro in Dr. Slump e Arale - Mechapolis, la città dei sogni
- Werner in Werner...mangia la mia polvere
- Sergio Caldone in Lupin III - La partita italiana
- Manuale Universale dell'Utente in Elio

### Serie televisive
- Brad Garrett (1ª voce) in Tutti amano Raymond
- Corey Feldman ne I geni del computer
- Bryan Cranston ne Il tocco di un angelo (episodio 1x11)

### Serie d'animazione
- Marvin il Marziano, Claude il Gatto e Cecil Tartaruga in Looney Tunes e Merrie Melodies (ed. 1996)[26]
- Secco Jones (st. 6-12), Tony Ciccione (st. 7), Telespalla Mel (st. 8-12) e sceriffo (ep. 11.19) ne I Simpson[27]
- Professor Utonium, Mojo Jojo e cane parlante ne Le Superchicche (stagioni 1-4)[28]
- Sig. Mackey e Gran Gay Al in South Park[29]
- Dietro Front in Ovino va in città
- MumbleBumble in MumbleBumble
- Otaki in Oh, mia dea!
- Voce narrante in Raw Toonage
- Tongo in Tombik & B.B. Show
- Canna da Pesca in Babalous
- Jago in B't X - Cavalieri alati
- Speaker anticipazioni in Mobile Battleship Nadesico
- Tassista in Spiriti & Affini S.r.l. - Società a Razionalità Limitata
- Tomoyoshi Ishizuka in Terrestrial Defense Corp. Dai-Guard
- Operatore della NERV in Neon Genesis Evangelion (primo doppiaggio)
- Esopo in Excel Saga
- Manny in Piovono polpette
- Robbie Roberts in Topolino - Strepitose avventure
- Dug in Una vita da Dug
- Intervistatore in Chi si ferma è perduto!
- Swooper in Digman
- Husk in Hazbin Hotel

### Film TV
- Donald Sinden in Alice nel paese delle Meraviglie
- Voce narrante in La buona crescita. 200 anni di Cariplo

### Videogiochi
- Pena e Panico in Disney's Hercules[30]
- Marvin il marziano in Bugs Bunny: Lost in Time[31] e Ralph il lupo all'attacco
- Secco Jones ne I Simpson - Il videogioco
- Dug in Rush: un’avventura Disney-Pixar

### Programmi TV
- Voce recitante ne L'attimo fuggente - Umberto Saba

## Radio
- Pop corn (1997)
- Vaiolo (1997)
- Oro, incenso e... Mirabella-Garrani (Rai Radio 2, 1998)
- E che so' Pasquale io? (Rai Radio 2, 1999)
- Il Cammello di Radio 2 (Rai Radio 2, 1999-2001)
- Siamo se stessi (Rai Radio 2, 2006-2007)
- Black Out (Rai Radio 2, 2008-2017)
- Radio2 Social Club (Rai Radio 2, 2014-2015, 2020)

## Opere
- Paesaggi piceni. Provincia di Ascoli Piceno, con Carlo Verducci, Italia Turistica, 2004, ISBN 9788888212289
- Amo. Con DVD, con Serena Dandini, Milano, BUR senzafiltro, 2006, ISBN 9788817009386
- Tutti pazzi per Neri. Da Angela e Zapatero. Un dizionario comico. Con DVD, Milano, BUR senzafiltro, 2007, ISBN 9788817019262
- Miss Bell. Un dipinto di Giovanni Boldini nel Museo delle raccolte Frugone di Genova, Firenze, Maschietto Editore, 2007, ISBN 978-8888967745

## Audiolibri
- Il trattamento Ridarelli scritto da Roddy Doyle, Emons Audiolibri (2007)
- La fabbrica di cioccolato scritto da Roald Dahl, Adriano Salani Editore (2010)
- Un mondo migliore scritto da Dario Amadei, Testepiene (2011)
- Diario di una schiappa scritto da Jeff Kinney, Emons Audiolibri (2012)
- Candido o l'ottimismo scritto da Voltaire, Emons-Feltrinelli (2012)
- Filastrocche in cielo e in terra scritto da Gianni Rodari, Emons Audiolibri (2015)
- Diario di una schiappa - Portatemi a casa! scritto da Jeff Kinney, Emons Audiolibri (2017)
- Diario di una schiappa - La legge dei più grandi scritto da Jeff Kinney, Emons Audiolibri (2018)
- Come fermare il tempo scritto da Matt Haig, Emons Audiolibri (2018)
- La storia di tutto. La Bibbia raccontata ai piccoli scritto da Giovanni Nucci, Emons Audiolibri (2019)
- Il grande ascensore di cristallo scritto da Roald Dahl, Adriano Salani Editore (2019)
- Diario di una schiappa - Non ce la posso fare! scritto da Jeff Kinney, Emons Audiolibri (2019)
- Diario di una schiappa - Ora basta! scritto da Jeff Kinney, Emons Audiolibri (2020)
- Diario di una schiappa - Vita da cani scritto da Jeff Kinney, Emons Audiolibri (2020)
- A Babbo morto. Una storia di Natale scritto da Zerocalcare, Storyside (2020)
- Una ballata del mare salato scritto da Hugo Pratt, Emons Audiolibri (2021)
- Vita con Lloyd scritto da Simone Tempia, Arnoldo Mondadori Editore (2021)
- Storie per genitori appena nati scritto da Simone Tempia, Arnoldo Mondadori Editore (2021)
- Le parole sono importanti scritto da Marco Balzano, Emons Audiolibri (2021)
- La fattoria degli animali scritto da George Orwell, Adriano Salani Editore (2021)
- Dialoghi con Leucò scritto da Cesare Pavese, Emons Audiolibri (2021)
- Il Canto di Natale scritto da Charles Dickens, Story Side (2021)
- La lettrice scomparsa scritto da Fabio Stassi, Emons Audiolibri (2022)
- Sintomi di felicità scritto da Marco Voleri, Castelvecchi (2022)
- Uccido chi voglio scritto da Fabio Stassi, Emons Audiolibri (2023)
- Quando muori resta a me scritto da Zerocalcare, Storyside (2024)

## Podcast
- Wastelanders: Star-Lord (2023)
- Le favole del Mago Podcast - Il Reuccio Gamberino (2023)
- Era sempre festa (2023)
- Marvel's Wastelanders - Stagione 6 (2024)

## Riconoscimenti
- Ciak d'oro
  - 2006 – Candidatura come migliore attore non protagonista per La seconda notte di nozze
  - 2009 – Candidatura come migliore attore non protagonista per Gli amici del bar Margherita
  - 2023 – Candidatura come migliore attore protagonista per Quando
  - 2024 – Ciak d'oro Cult alla carriera
- David di Donatello
  - 2003 – Candidatura come miglior attore protagonista per Il cuore altrove
  - 2006 – Candidatura come miglior attore non protagonista per La seconda notte di nozze
  - 2025 – Candidatura come miglior esordio alla regia per Zamora
- Golden Graal
  - 2005 – Candidatura come migliore attore di commedia per Se devo essere sincera
  - 2007 – Candidatura come migliore attore di commedia per L'estate del mio primo bacio
  - 2010 – Candidatura come migliore attore di commedia per Gli amici del bar Margherita
- La Primavera del Cinema Italiano – Premio Federico II
  - 2009 – Migliore attore protagonista per Gli amici del bar Margherita
- Nastri d'argento
  - 2003 – Miglior attore protagonista per Il cuore altrove
  - 2024 – Candidatura al miglior esordio alla regia per Zamora
- Premio Flaiano
  - 2024 – Premio Internazionale Flaiano Speciale per la regia di Zamora
- Premio Bindi
  - 2023 – Premio alla carriera

### Altri premi
- 2017 – Picchio d'oro
- 2022 – Premio De André – Quelli che cantano Fabrizio
- 2023 – Vision Film Festival – Migliore interpretazione per L'ultimo stop
- 2023 – Premio Comunicazione - Festival della comunicazione di Camogli
- 2023 – Premio Internazionale MANIBUS
- 2024 – Premio Facce da Spot
- 2024 – Premio ANEC Pietro Coccia